# الدوري البحريني الممتاز 1982–83
الدوري البحريني الممتاز 1982-1983 هي النسخة السابعة والعشرين من الدوري البحريني الممتاز.

## نظرة عامة
توج المحرق باللقب.